# Aleksei Gladyshev
Bản mẫu:Eastern Slavic name
Aleksei Yevgenyevich Gladyshev (tiếng Nga: Алексей Евгеньевич Гладышев; sinh ngày 8 tháng 12 năm 1992) là một cầu thủ bóng đá người Nga, thi đấu cho FC Sibir Novosibirsk.

## Sự nghiệp câu lạc bộ
Anh có màn ra mắt tại Russian Second Division cho FC Sibir-2 Novosibirsk vào ngày 23 tháng 4 năm 2011 trong trận đấu với FC KUZBASS Kemerovo.